# Minori Sato
Minori Sato (佐藤 穣 Sato Minori?), född 2 mars 1991 i Gunma prefektur, är en japansk före detta fotbollsspelare.
Sato började sin karriär 2009 i Thespa Kusatsu. Han spelade 21 ligamatcher för klubben.